# 1-а Долина
1-а Долина (рос. 1-я Долина) — присілок в Совєтському районі Курської області Російської Федерації.
Населення становить 59 осіб. Входить до складу муніципального утворення Александровська сільрада.

## Історія
Населений пункт розташований на території українського етнічного та культурного краю Східна Слобожанщина.
Від 2004 року входить до складу муніципального утворення Александровська сільрада.

## Населення
| 2002 | 2010 |
| ---- | ---- |
| 70   | ↘59  |